# Berlats
 Berlats  là một xã thuộc tỉnh Tarn, trong vùng Occitanie thuộc miền nam nước Pháp. Xã này nằm ở khu vực có độ cao trung bình 570 mét trên mực nước biển.